# Friaucourt
Friaucourt és un municipi francès situat al departament del Somme i a la regió dels Alts de França. L'any 2007 tenia 707 habitants.

## Demografia

### Població

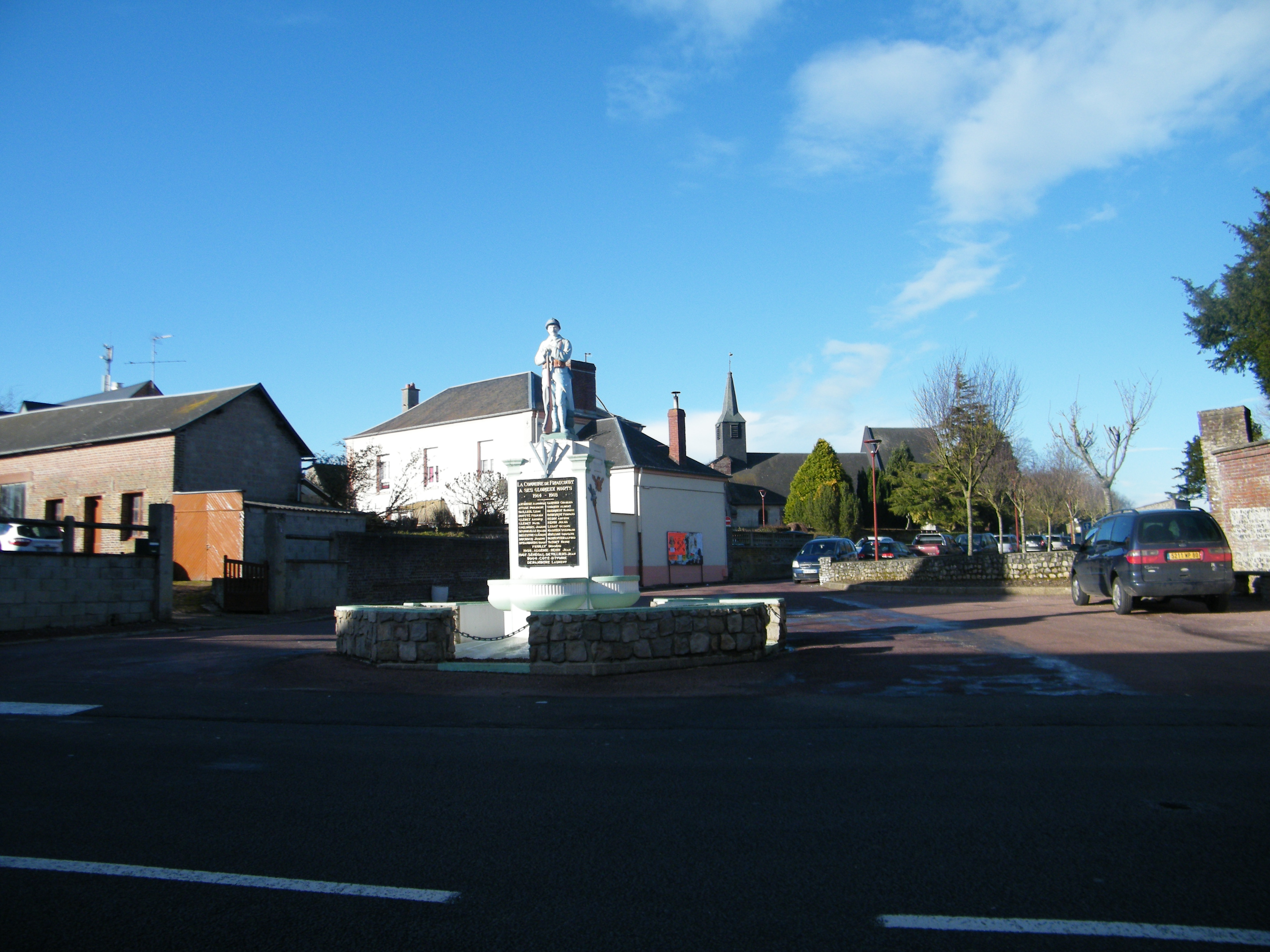

El 2007 la població de fet de Friaucourt era de 707 persones. Hi havia 279 famílies de les quals 52 eren unipersonals (32 homes vivint sols i 20 dones vivint soles), 107 parelles sense fills, 108 parelles amb fills i 12 famílies monoparentals amb fills.
La població ha evolucionat segons el següent gràfic:
Habitants censats

### Habitatges
El 2007 hi havia 312 habitatges, 285 eren l'habitatge principal de la família, 13 eren segones residències i 14 estaven desocupats. 302 eren cases i 9 eren apartaments. Dels 285 habitatges principals, 248 estaven ocupats pels seus propietaris, 27 estaven llogats i ocupats pels llogaters i 10 estaven cedits a títol gratuït; 7 tenien dues cambres, 36 en tenien tres, 94 en tenien quatre i 148 en tenien cinc o més. 227 habitatges disposaven pel capbaix d'una plaça de pàrquing. A 116 habitatges hi havia un automòbil i a 141 n'hi havia dos o més.

### Piràmide de població
La piràmide de població per edats i sexe el 2009 era:
| Homes | Edats   | Dones |
| ----- | ------- | ----- |
| 0     | 95 o +  | 0     |
| 0     | 90 a 94 | 8     |
| 16    | 85 a 89 | 4     |
| 0     | 80 a 84 | 12    |
| 12    | 75 a 79 | 24    |
| 24    | 70 a 74 | 28    |
| 4     | 65 a 69 | 12    |
| 20    | 60 a 64 | 16    |
| 16    | 55 a 59 | 24    |
| 24    | 50 a 54 | 20    |
| 40    | 45 a 49 | 36    |
| 16    | 40 a 44 | 16    |
| 24    | 35 a 39 | 16    |
| 12    | 30 a 34 | 20    |
| 20    | 25 a 29 | 16    |
| 36    | 20 a 24 | 4     |
| 24    | 15 a 19 | 28    |
| 8     | 10 a 14 | 24    |
| 4     | 5 a 9   | 8     |
| 8     | 0 a 4   | 8     |

## Economia

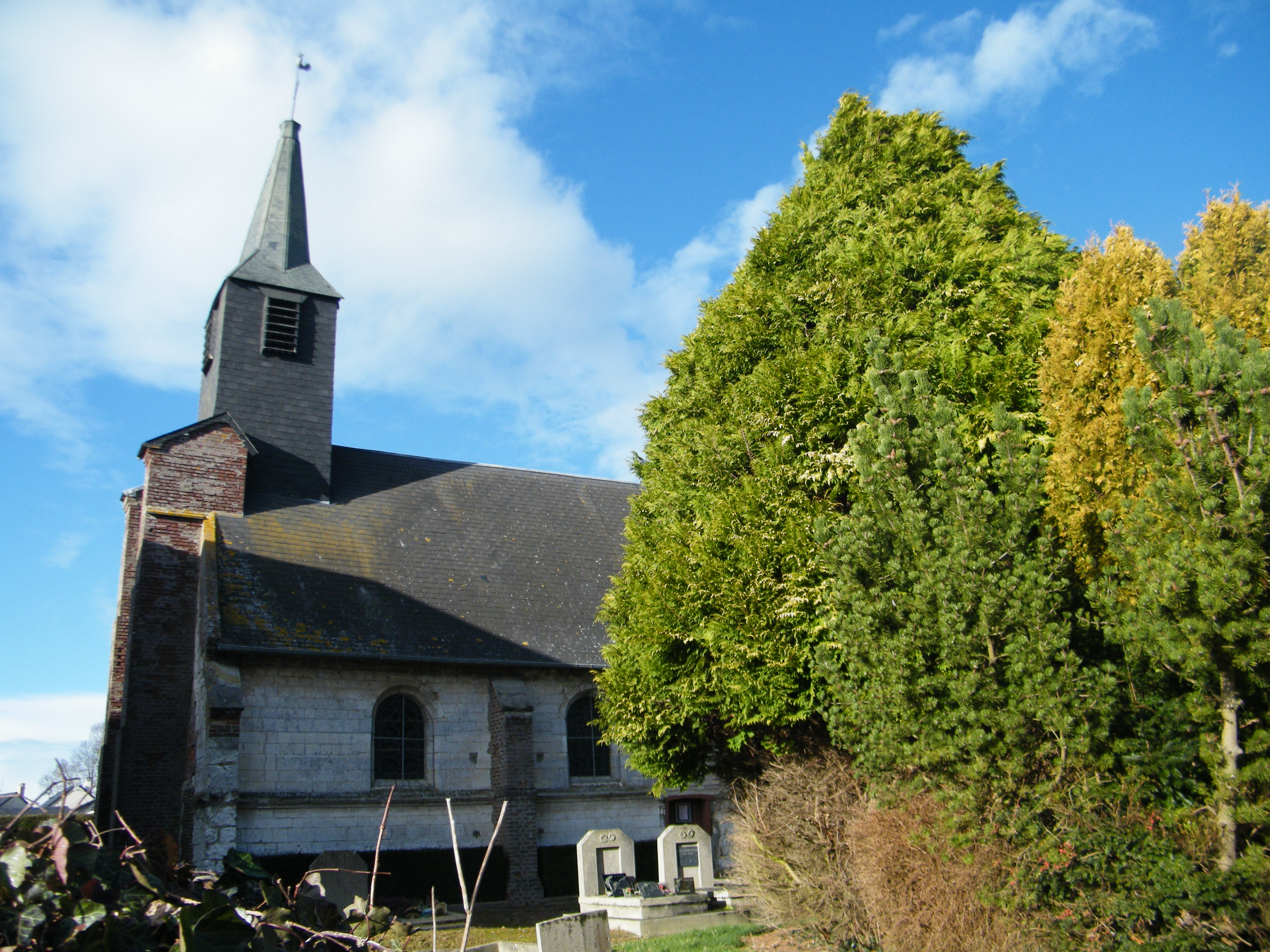

El 2007 la població en edat de treballar era de 446 persones, 313 eren actives i 133 eren inactives. De les 313 persones actives 290 estaven ocupades (160 homes i 130 dones) i 23 estaven aturades (6 homes i 17 dones). De les 133 persones inactives 66 estaven jubilades, 33 estaven estudiant i 34 estaven classificades com a «altres inactius».

### Ingressos
El 2009 a Friaucourt hi havia 282 unitats fiscals que integraven 715 persones, la mediana anual d'ingressos fiscals per persona era de 17.020 €.

### Activitats econòmiques
Dels 26 establiments que hi havia el 2007, 1 era d'una empresa alimentària, 7 d'empreses de fabricació d'altres productes industrials, 1 d'una empresa de construcció, 4 d'empreses de comerç i reparació d'automòbils, 1 d'una empresa de transport, 1 d'una empresa d'hostatgeria i restauració, 1 d'una empresa immobiliària, 1 d'una empresa de serveis i 9 d'entitats de l'administració pública.
Dels 2 establiments de servei als particulars que hi havia el 2009, 1 era un paleta i 1 restaurant.
Dels 2 establiments comercials que hi havia el 2009, 1 era una llibreria i 1 una botiga d'electrodomèstics.
L'any 2000 a Friaucourt hi havia 6 explotacions agrícoles.

## Equipaments sanitaris i escolars
L'únic equipament sanitari que hi havia el 2009 era una ambulància.
El 2009 hi havia una escola elemental.

## Poblacions més properes
El següent diagrama mostra les poblacions més properes.